# 细嘴地鹃鵙
细嘴地鹃鵙（学名：Coracina maxima）是山椒鸟科鸦鹃鵙属的一种，为澳大利亚的特有种。其种加词“maxima”意为“大的”。

## 保护现状
澳大利亚《环境保护和生物多样性保护法》并未将细嘴地鹃鵙列入受威胁名录中。